# 間帯土壌
間帯土壌（かんたいどじょう英: Intrazonal soils）とは、気候帯に関係なく地形・地下水・岩石などの特性に支配され、局地的に分布する土壌のこと。成帯土壌と対になる概念。

## 間帯土壌の分類
- レグール
- レス（黄土）
- テラローシャ
- テラロッサ